# Rouached
Rouached (em árabe: رواشد) é uma cidade e comuna localizada na província de Mila, Argélia. Segundo o censo de 2008, a população total da cidade era de 27 086 habitantes.